# Ottone I Guglielmo di Borgogna
Ottone I Guglielmo di Borgogna o Ottone Guglielmo di Ivrea (958/9 o 960/2 – Digione, 21 settembre 1027) fu conte di Borgogna e conte di Mâcon dal 982 alla sua morte e duca di Borgogna tra il 1002 e il 1004.

## Origine
Come ci conferma Rodolfo il Glabro, nel suo Rodulfus Glaber Cluniacensis, Historiarum Sui Temporis Libri Quinque, Ottone Guglielmo discendeva dalla stirpe degli Anscarici: era il figlio di Adalberto II, sesto marchese d'Ivrea e re d'Italia e di Gerberga di Châlon (circa 945-circa 990), figlia del conte di Châlon e d'Autun, Lamberto e della sua prima moglie, di cui non si conoscono né il nome né gli ascendenti.
 Adalberto II d'Ivrea, secondo il Regum Italiæ et Imperatorum Catalogi, ex codice Ambrosiano era figlio di Berengario II marchese d'Ivrea e re d'Italia e di Willa d'Arles.
Secondo la Chronica Albrici Monachi Trium Fontium, Ottone Guglielmo fu adottato dal duca di Borgogna e conte d'Autun, di Beaune e di Avallon, Enrico I Oddone, che aveva sposato sua madre, vedova di Adalberto II.

## Biografia
Alla sua nascita, era stato battezzato Guglielmo.
Nel 962 il padre, Adalberto, venne sconfitto dall'imperatore, Ottone I di Sassonia (era stato incoronato, a Roma, il 2 febbraio di quello stesso anno), fu costretto a fuggire dall'Italia: fuggì a Fraxinetum nel sud della Francia che a quel tempo era sotto il dominio saraceno e da lì raggiunse la Corsica. Adalberto, dopo aver tentato, per due volte, di rientrare in Italia (nel 965 venne sconfitto dal duca di Svevia, Burcardo III e nel 968, dopo che era finita, con un nulla di fatto, la guerra tra gli imperatori, Ottone I e Niceforo Foca, Imperatore a Costantinopoli, alleato di Adalberto), fu costretto a rifugiarsi in Borgogna, presso le contee della famiglia della moglie.
Secondo Rodolfo il Glabro, nel suo Rodulfus Glaber Cluniacensis, Historiarum Sui Temporis Libri Quinque, il piccolo Guglielmo era rimasto in terra Longobarda (Langobardorum patria) e, con l'astuzia, da un frate fu riportato a sua madre (matrique non mediocriter astute per quendam monhacus redditum) e, poi, in Borgogna, si seppe far valere.

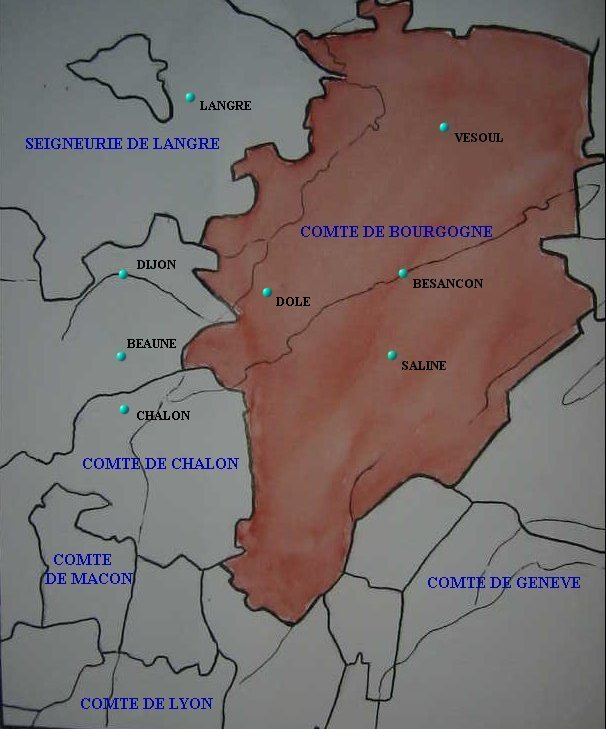
Contea di Borgogna (approssimativamente il territorio della Franca Contea attuale)

Nel 975, dopo la morte di Adalberto (avvenuta in quello stesso anno), la madre di Ottone, Gerberga di Borgogna, come ci conferma la Chronica Albrici Monachi Trium Fontium, si risposò con il duca di Borgogna e conte d'Autun, di Beaune e di Avallon, Enrico I Oddone, che, secondo la Hugonis Floriacensis, Historia Francorum Senonensis, era il figlio terzogenito del Marchese di Neustria demarcus, conte d'Orleans e conte di Parigi, detto duca dei Franchi) e poi conte di Auxerre e anche duca di Borgogna, Ugo il Grande (895-956), e della sua terza moglie, Edvige di Sassonia (922-965), figlia quartogenita del duca di Sassonia e re dei Franchi orientali, Enrico I l'Uccellatore (876 – 936).
Ancora secondo la Chronica Albrici Monachi Trium Fontium, dopo il matrimonio, Guglielmo fu adottato da Enrico Ottone e prese il nome di Ottone Guglielmo
Ottone, tra il 981 e il 982, sposò Ermentrude di Roucy, come ci conferma ancora Rodolfo il Glabro, non nominandola, ma definendola sorella del vescovo di Langres, Brunone di Roucy (Brunone Lingonensi episcopo, cuius habebat in matrimonio sororem); [Ermentrude di Roucy (circa 950 - 1004) era figlia del conte di Reims e signore di Roucy, Rinaldo.
Ermentrude inoltre, come attesta il documento n° VII del cartulary of Saint-Vincent de Mâcon era vedova del conte di Mâcon, Alberico II, infatti ne era stata la moglie, come ci viene confermato dal documento nº1291 del Recueil des chartes de l'abbaye de Cluny. Tome 2, inerente a una donazione fatta dal conte Alberico, assieme alla moglie, nel 971.
Nel 982, in seguito al matrimonio, il patrigno Enrico I concesse a Ottone Guglielmo la contea di Mâcon, per diritto di matrimonio, e creò per lui la contea di Borgogna, della quale Ottone Guglielmo fu il primo conte.
I territori della contea di Borgogna non erano nel regno di Francia ma facevano parte del regno di Arles o di Borgogna, di cui era re Corrado.
Nel 994 il conte Ottone Guglielmo e la moglie, citata con il nome di Irvis (Otto comes, Irvis comitissa) sottoscrissero una donazione all'Abbazia di Cluny.
Nel 995 associò il figlio primogenito, Guido nel governo della contea.
Nel 996 il duca Enrico I di Borgogna, non avendo avuto figli né da Gerberga, né dalla seconda moglie Gersenda di Guascogna, figlia del duca di Guascogna Guglielmo I, nominò Ottone Guglielmo unico erede anche del ducato, come ci viene confermato dalla Chronica Albrici Monachi Trium Fontium.
Il suo patrigno, il duca Enrico I di Borgogna (dux Heinricus), morì nel 1002 preso Pouilly-sur-Saône, sul fiume Saona (Castrum Pulliacum super Ararim), come ci vienne confermato dal Rodulfus Glaber Cluniacensis, Historiarum Sui Temporis Libri Quinque e dalla Chronica Albrici Monachi Trium Fontium, che ci conferma che Ottone I Guglielmo ereditò il ducato di Borgogna, concedendo la contea di Mâcon al figlio primogenito Guido.
Ma il re di Francia Roberto II rivendicò la successione, e Ottone Guglielmo occupò il ducato, avvantaggiato dai suoi rapporti con il Paese.
Nel 1003 Roberto II radunò un forte esercito invase il ducato e mise l'assedio ad Auxerre, ma incontrò una disperata resistenza, che lo portò a devastare e saccheggiare il ducato per circa due anni e Ottone Guglielmo finì per sottomettersi e, nel 1005 il ducato di Borgogna venne annesso dal re Roberto II di Francia al regno di Francia, dopo la resa di Avallon, difesa dal genero di Ottone Guglielmo, il conte di Nevers, Landry, nell'ottobre del 1005 e di Auxerre nel novembre dello stesso anno; questi avvenimenti sono narrati da Rodolfo il Glabro nel capitolo VIII del libro secondo del suo Rodulfus Glaber Cluniacensis, Historiarum Sui Temporis Libri Quinque.
Molti feudatari continuarono a resistere al re di Francia, che per sottomettere tutti i ribelli impiegò oltre dieci anni, Sens e Digione caddero solo tra il 1015 e il 1016.
Verso il 1004, alla morte del figlio primogenito, Guido, la contea di Mâcon passò al figlio di Guido, Ottone II di Mâcon), mentre Rinaldo divenne l'erede della contea di Borgogna. In quell'anno Ottone Guglielmo si trovava a Digione, dove fece una donazione assieme al figlio, Rinaldo, in suffragio delle anime del patrigno, Enrico e della madre, Gerberga, del figlio primogenito, Guido e della moglie Ermetrude, come ci viene confermato dal documento nº 228 del Cartoulaire de l'abbaye de Saint-Bénigne de Dijon (non consultato); questa donazione viene confermata anche dalla Chronique de l'abbaye de Saint-Bénigne de Dijon.
Pur dovendo rinunciare al ducato di Borgogna, Ottone Guglielmo, conte di Borgogna, rimase uno dei più importanti feudatari del regno di Arles, dove l'autorità regale era più illusoria che effettiva.
Nel 1014 l'Imperatore del Sacro Romano Impero, Enrico II della casa di Sassonia, confermò la donazione di Ottone Guglielmo (qui definito figlio di Adalberto e nipote del re Berengario Otto qui et Vuillielmus comes filius Adalberti nepos Berengarii regis), con il documento nº 305 delle Diplomata all'Abbazia di Fruttuaria, di tutti i suoi beni nella Marca di Ivrea "ex hereditate parentum et propinquorum suorum".
Verso il 1015 Ottone Guglielmo si sposò, in seconde nozze, con Adelaide d'Angiò (come confermano due documenti del Cartulary of Saint-Vincent de Mâcon, inerenti ad una donazione fatta da Ottone Guglielmo con la moglie, Adelaide, nel 1015,), vedova del conte di Provenza, Guglielmo I, come ci viene confermato da due documenti del cartulaire de l'abbaye de saint victor de marseille, volume I, il nº 630, datato 018 e il nº 252, datato 1024. Anche il documento 2694 del Recueil des chartes de l'abbaye de Cluny. Tome 3, conferma una donazione fatta da Ottone Guglielmo, con la moglie Adelaide, il figlio, Rinaldo, ed il nipote, Ottone II di Mâcon.
Nel 1016, dopo che il re di Arles Rodolfo III aveva designato come erede suo nipote, l'imperatore Enrico II della casa di Sassonia e si era posto sotto la sua sovranità, Ottone I Guglielmo, che era la più importante personalità del regno di Arles, possedeva anche la contea di Mâcon, nel regno di Francia ed era il suocero del duca d'Aquitania, Guglielmo il Grande, del conte di Provenza, Guglielmo il Pio e del conte di Nevers, Landry, alla testa degli altri nobili di Borgogna guidò la ribellione. La ribellione nacque per la nomina del vescovo di Besançon, che contrappose il re Rodolfo al suo vassallo Ottone Guglielmo, che voleva comandare nella sua contea. Rodolfo III impose il suo candidato ma Ottone lo cacciò dalla città ed impose il suo, contro il re di Arles, Rodolfo III. Rodolfo III, allora si rivolse all'imperatore Enrico II, che, a Strasburgo, ricevette l'omaggio di Rodolfo che lo riconobbe come protettore ed erede, nel caso fosse morto senza lasciare un erede legittimo.
Ottone Guglielmo fu dichiarato decaduto e tutti i suoi beni confiscati, ma non cedette e con i suoi partigiani si trincerò nelle sue fortezze e resistettero agli attacchi dell'imperatore, che devastò la regione, che, poco dopo, dovette abbandonare l'impresa.
L'autorità di Rodolfo non era stata restaurata e dovette venire a patti con i ribelli e annullare i vincoli del trattato di Strasburgo. Ma l'imperatore reagì e nel 1018 obbligò Rodolfo ed i nobili più in vista (Ottone Guglielmo non era tra questi, e dato che era il figlio dell'ex re d'Italia, Adalberto II d'Ivrea, non è del tutto da scartare l'opinione di alcuni storici che dicono che Ottone Guglielmo mirasse al trono del regno di Arles) a sottomettersi completamente, rinnovando solennemente gli impegni presi a Strasburgo.
Enrico II condusse una nuova spedizione contro Ottone I Guglielmo di cui non si conoscono gli esiti, ma è presumibile che furono simili a quelli del 1016, cioè nulli, ed Enrico II non intervenne più in Borgogna.
Nel 1019, secondo gli Historiae Patriae Monumenta, viene confermata nuovamente la donazione di Ottone Guglielmo all'Abbazia di Fruttuaria di tutti i suoi possedimenti compresi tra le Alpi Pennine il Po e la Dora Baltea.
Secondo il documento nº 2782, datato 2 novembre 1023, e sottoscritto tra gli altri dalla moglie Adelaide e dal figlio, Rinaldo, del Recueil des chartes de l'abbaye de Cluny. Tome 3, Ottone Guglielmo associò il figlio secondogenito, Rinaldo al governo della contea.
Secondo gli Extrait du nécrologe de Saint-Martin d'Autun Ottone Guglielmo (Guillelmus dux Burgundie) morì il 28 novembre (XVI Id Dec) del 1025; mentre secondo la Chronique de l'abbaye de Saint-Bénigne de Dijon, Ottone Guglielmo (Otto qui et Willelmus dictus est comes) morì nel 1027, e fu sepolto nell'Abbazia di San Benigno, a Digione, dove fu posta una lapide, in cui si ricorda la morte il 21 settembre (XI Kal Oct).
Nel 1026, dopo la sua morte, gli succedette nel titolo di conte di Borgogna il figlio Rinaldo, che dovette riconoscersi vassallo oltre che al re di Arles, anche all'imperatore.

## Discendenza
Ottone Guglielmo ed Ermetrude ebbero cinque figli:
- Guido[20] (975-1004), conte di Mâcon a cui successe, nella contea di Mâcon, il figlio Ottone di Mâcon (?-1049), a cui successe il figlio Goffredo di Mâcon (?-1065), a cui successe il figlio Guido II di Mâcon (?-1109), che abdicò nel 1078.
- Rinaldo[20] (990-1057), sposò, nel 1016, Alice di Normandia e successe al padre nel titolo di conte di Borgogna.
- Matilde (?-1005), sposò nel 995 il conte di Nevers, Landry[4].
- Gerberga[9] (985-1026), sposò nel 1002 il conte Guglielmo II di Provenza.
- Agnese[37](995 circa-1068), sposò nel 1019, in prime nozze, il duca Guglielmo V di Aquitania, detto il Grande, ed in seconde nozze, nel 1031, Goffredo II d'Angiò.

Ottone Guglielmo da Adelaide non ebbe figli.

## Ascendenza
|                                |                    |                        | Genitori               |  |  | Nonni |  |  | Bisnonni            |  |  | Trisnonni  |  |
|                                |                    |                        |                        |  |  |       |  |  | Adalberto I d'Ivrea |  |  | Anscario I |  |
|                                |                    |                        |                        |  |  |       |  |  | Adalberto I d'Ivrea |  |  | Anscario I |  |
|                                |                    | …                      |                        |  |  |       |  |  | Adalberto I d'Ivrea |  |  |            |  |
| Berengario II d'Ivrea          |                    |                        |                        |  |  |       |  |  | Adalberto I d'Ivrea |  |  |            |  |
|                                |                    | Gisla del Friuli       | Berengario del Friuli  |  |  |       |  |  |                     |  |  |            |  |
|                                |                    | Gisla del Friuli       | Berengario del Friuli  |  |  |       |  |  |                     |  |  |            |  |
|                                |                    | Gisla del Friuli       | Bertila di Spoleto     |  |  |       |  |  |                     |  |  |            |  |
| Adalberto II d'Ivrea           |                    | Gisla del Friuli       |                        |  |  |       |  |  |                     |  |  |            |  |
|                                |                    | Bosone d'Arles         | Tebaldo d'Arles        |  |  |       |  |  |                     |  |  |            |  |
|                                |                    | Bosone d'Arles         | Tebaldo d'Arles        |  |  |       |  |  |                     |  |  |            |  |
|                                |                    | Bosone d'Arles         | Berta di Lotaringia    |  |  |       |  |  |                     |  |  |            |  |
| Willa III d'Arles              |                    | Bosone d'Arles         |                        |  |  |       |  |  |                     |  |  |            |  |
|                                |                    | Willa II di Borgogna   | Rodolfo I di Borgogna  |  |  |       |  |  |                     |  |  |            |  |
|                                |                    | Willa II di Borgogna   | Rodolfo I di Borgogna  |  |  |       |  |  |                     |  |  |            |  |
|                                |                    | Willa II di Borgogna   | Willa di Provenza      |  |  |       |  |  |                     |  |  |            |  |
| Ottone I Guglielmo di Borgogna |                    | Willa II di Borgogna   |                        |  |  |       |  |  |                     |  |  |            |  |
|                                | Roberto di Digione | …                      |                        |  |  |       |  |  |                     |  |  |            |  |
|                                | Roberto di Digione | …                      |                        |  |  |       |  |  |                     |  |  |            |  |
|                                | Roberto di Digione | …                      |                        |  |  |       |  |  |                     |  |  |            |  |
| Lamberto di Digione            | Roberto di Digione |                        |                        |  |  |       |  |  |                     |  |  |            |  |
|                                |                    | Ingeltrude             | …                      |  |  |       |  |  |                     |  |  |            |  |
|                                |                    | Ingeltrude             | …                      |  |  |       |  |  |                     |  |  |            |  |
|                                |                    | Ingeltrude             | …                      |  |  |       |  |  |                     |  |  |            |  |
| Gerberga di Châlon             |                    | Ingeltrude             |                        |  |  |       |  |  |                     |  |  |            |  |
|                                |                    | Gilberto di Borgogna   | Manasse di Châlon      |  |  |       |  |  |                     |  |  |            |  |
|                                |                    | Gilberto di Borgogna   | Manasse di Châlon      |  |  |       |  |  |                     |  |  |            |  |
|                                |                    | Gilberto di Borgogna   | Ermengarda di Provenza |  |  |       |  |  |                     |  |  |            |  |
| Adele di Borgogna              |                    | Gilberto di Borgogna   |                        |  |  |       |  |  |                     |  |  |            |  |
|                                |                    | Ermengarda di Borgogna | Riccardo di Borgogna   |  |  |       |  |  |                     |  |  |            |  |
|                                |                    | Ermengarda di Borgogna | Riccardo di Borgogna   |  |  |       |  |  |                     |  |  |            |  |
|                                |                    | Ermengarda di Borgogna | Adelaide               |  |  |       |  |  |                     |  |  |            |  |
|                                |                    | Ermengarda di Borgogna |                        |  |  |       |  |  |                     |  |  |            |  |

### Fonti primarie
- (LA)  Monumenta Germaniae Historica, Scriptores, tomus VII.
- (LA)  Monumenta Germaniae Historica, Scriptores, tomus III.
- (LA)  Monumenta Germaniae Historica, Scriptores, tomus IX.
- (LA)  Monumenta Germaniae Historica, Scriptores, tomus XXIII.
- (LA)  Monumenta Germaniae Historica, Diplomatum regum et imperatorum Germaniae, tomus III, Heinrici II et Arduini Diplomata.
- (LA)  Cartulaire de l'Abbaye de Saint-Bertin: Cartolarium Sithiense.
- (LA)  Rodulfus Glaber Cluniacensis, Historiarum Sui Temporis Libri Quinque.
- (LA)  cartulary of Saint-Vincent de Mâcon.
- (LA)  Recueil des chartes de l'abbaye de Cluny. Tome 2.
- (LA)  Recueil des chartes de l'abbaye de Cluny. Tome 3.
- (LA)  Chronique de l'abbaye de Saint-Bénigne de Dijon.
- (LA)  cartulaire de l'abbaye de saint victor de marseille, v. I.
- (LA)  Historiae patriae monumenta edita iussu regis Caroli Alberti. Chartarum tomus I.
- (LA)  Autun Saint-Martin, Extrait du nécrologe de Saint-Martin d'Autun.

### Letteratura storiografica
- C. W. Previté-Orton, "L'Italia nel X secolo", cap. XXI, vol. II (L'espansione islamica e la nascita dell'Europa feudale) della Storia del Mondo Medievale, 1979, pp. 662–701.
- Louis Halphen, "La Francia dell'XI secolo", cap. XXIV, vol. II (L'espansione islamica e la nascita dell'Europa feudale) della Storia del Mondo Medievale, 1979, pp. 770–806.
- Louis Halphen, "Il regno di Borgogna", cap. XXV, vol. II (L'espansione islamica e la nascita dell'Europa feudale) della Storia del Mondo Medievale, 1979, pp. 807–821.
- Edwin H. Holthouse, "L'imperatore Enrico II", cap. VI, vol. IV (La riforma della chiesa e la lotta fra papi e imperatori) della Storia del Mondo Medievale, 1979, pp. 126–169.
- Paul Fournier, "Il regno di Borgogna o d'Arles dal XI al XV secolo", cap. XI, vol. VII (L'autunno del medioevo e la nascita del mondo moderno) della Storia del Mondo Medievale, 1981, pp. 383–410.